# The Lonesome Death of Hattie Carroll
Take the rag away from your face.

Now ain't the time for your tears.»
toglietevi il fazzoletto dalla faccia.

Non è il momento per le vostre lacrime»
(The Lonesome Death of Hattie Carroll, Bob Dylan)
The Lonesome Death of Hattie Carroll è una canzone scritta ed interpretata da Bob Dylan nel 1964, contenuta nel suo terzo album The Times They Are A-Changin', e parla di un fatto di cronaca avvenuto negli anni sessanta, in cui un uomo di nome William Zantzinger uccise Hattie Carrol, una donna di colore di cinquantuno anni che lavorava come cameriera in un locale, con alle spalle una famiglia di dieci figli.
Il brano, pur non essendo stato pubblicato come singolo, è piuttosto noto al pubblico e ne sono state realizzate numerose cover da parte di artisti come Billy Bragg, Rx Bandits, Michael Rose, Christy Moore, Mason Jennings, Martin Carthy, Robert Levon Been, Phranc e Julie Felix.
Il testo del brano è un commento sul razzismo negli anni sessanta. Quando Hattie Carroll venne uccisa nel 1963, in molte zone degli Stati Uniti vigeva ancora la segregazione razziale, che impediva l'accesso a persone di colore a ristoranti, chiese, teatri, luoghi e mezzi pubblici, che non fossero a loro specificatamente dedicati.

## Descrizione

### Antefatto
Il fatto narrato nella canzone ebbe luogo nelle prime ore del mattino del 9 febbraio 1963, nel locale "Spinsters' Ball" all'interno dell'Emerson Hotel a Baltimora. Utilizzando il suo bastone da passeggio, il giovane bianco William Zantzinger, ubriaco fradicio, aggredì almeno tre impiegati di colore dell'hotel: un fattorino, una domestica, e, circa all'1:30 di notte, Hattie Carroll, cameriera.
Giunto già ubriaco nell'hotel, Zantzinger aveva quella stessa sera picchiato con lo stesso bastone degli impiegati dell'Eager House, un prestigioso ristorante di Baltimora. Allo "Spinsters' Ball", chiamò "negra" una cameriera trentenne colpendola poi con il bastone; la ragazza scappò via in lacrime. Poco dopo, avendo ordinato un bicchiere di bourbon alla Carroll che non glielo portò immediatamente, Zantzinger insultò pesantemente anche lei definendola "puttana negra", e colpendola con numerose bastonate sulla schiena ed in testa. Dopo aver colpito la Carroll, egli picchiò anche la sua stessa moglie, mandandola al tappeto con un cazzotto.
Molto presto, circa cinque minuti dopo l'aggressione, Hattie Carroll arrancò fino al barista del locale dichiarando di sentirsi male. Il barman e un altro impiegato dell'hotel l'aiutarono a raggiungere le cucine. Hattie collassò e venne portata d'urgenza all'ospedale. La Carroll morì otto ore dopo essere stata aggredita. L'autopsia sulla donna rivelò arterie parzialmente occluse, cuore ingrossato, ed ipertensione. La causa del decesso venne indicata in una forte emorragia cerebrale. Hattie Carroll morì al Mercy Hospital alle 9 di mattina del 9 febbraio 1963.
Zantzinger venne inizialmente incriminato per omicidio volontario. Egli si difese dichiarando che la sera del fatto era molto ubriaco, ed ammise di non ricordare nulla dell'accaduto. L'accusa venne commutata in omicidio colposo. Il 28 agosto, Zantzinger venne dichiarato colpevole e condannato a soli 6 mesi di carcere e al pagamento di una multa di 500 dollari.

### Composizione
Bob Dylan, all'epoca ventiduenne, lesse sul giornale la storia di Zantzinger e decise di scriverci su una canzone. Dylan compose il brano a Manhattan, mentre sedeva in un caffè notturno. Un recente documentario afferma invece che la canzone sia stata scritta sia a New York che a casa di Joan Baez, sua amante, a Carmel in California. Il pezzo venne inciso in studio il 23 ottobre 1963, quando l'eco del processo non si era ancora spento, e subito presentato dal vivo durante i concerti, prima di essere pubblicato ufficialmente su disco il 13 gennaio 1964.
Il testo della canzone mette a confronto le gravi colpe di Zantzinger in rapporto alla pena sproporzionatamente lieve alla quale venne condannato.
La canzone di Dylan contiene almeno due imprecisioni. Zantzinger non venne incriminato con l'accusa di omicidio di primo grado, ma bensì di secondo grado. Inoltre, Dylan sbaglia la pronuncia del cognome di Zantzinger chiamandolo "Zanziger".

## Conseguenze per Zantzinger
Dopo aver scontato la pena detentiva, Zantzinger fece ritorno alla sua fattoria nella Contea di Charles e iniziò l'attività di compravendita di immobili. Si trasferì a Waldorf (Maryland), sempre nella Contea di Charles. Alla fine si spostò a Port Tobacco, dove visse nel corso degli anni novanta fino a quando, circa nel 2001, comprò una nuova casa a Chaptico nella Contea di Saint Mary's.
Negli anni successivi si diede alla professione di locatore di alcune sue proprietà a famiglie di afroamericani indigenti, e venne condannato per evasione fiscale e come padrone di casa inadempiente per non aver reso gli alloggi decorosi mediante ristrutturazioni, messe a norma, ecc... Zantzinger venne condannato a 19 mesi di carcere e a una multa di 50.000 dollari.
Nel 2001, Zantzinger parlò di The Lonesome Death of Hattie Carroll con lo scrittore Howard Sounes per il libro Down the Highway, the Life of Bob Dylan. Egli liquidò la canzone come una "menzogna totale" e dichiarò che essa "non aveva avuto nessun effetto sulla sua vita", ma espresse disprezzo nei confronti di Bob Dylan, dicendo: «È un bugiardo figlio di puttana, è come la feccia della feccia di un sacco di merda, avrei dovuto fargli causa e farlo finire in prigione».
William "Billy" Zantzinger è morto il 3 gennaio 2009, all'età di 69 anni.

## Cover
- Billy Bragg utilizzò la melodia della canzone di Dylan per la sua composizione The Lonesome Death of Rachel Corrie nel 2006, in commemorazione di un'attivista uccisa nella Striscia di Gaza nel 2003 da un bulldozer israeliano.[14]
- Phranc reinterpretò The Lonesome Death of Hattie Carroll nel suo album di debutto Folksinger del 1985 (Rhino), e pubblicò la cover su singolo nel 1986, su etichetta Stiff Records.
- Mason Jennings eseguì una cover della canzone come parte della colonna sonora del film biopic Io non sono qui del 2007.
- Cage The Elephant sull'album Chimes of Freedom: The Songs of Bob Dylan Honoring 50 Years of Amnesty International nel 2012.
- Paula Cole incluse il brano nel disco Ballads del 2017.[15]
- Judy Collins eseguì la canzone nel suo album The Judy Collins Concert del 1964.